# آدامز (اورگن)
آدامز (به انگلیسی: Adams) شهری در شهرستان یومتیلا ایالت اورگن است و در سرشماری سال ۲۰۱۱ میلادی، ۳۵۰ نفر جمعیت داشته که نسبت به سال ۲۰۱۰، ۴٫۲۹ درصد رشد جمعیت داشته‌است.